# Magallanes (Sorsogon)
Pour les articles homonymes, voir Magallanes.
Magallanes est une localité de la province de Sorsogon, aux Philippines. En 2015, elle compte 37 038 habitants.